# Shizuoka
Shizuoka (静岡市 Shizuoka-shi) er en by i Japan. Den er hovedstad i Shizuoka-præfekturet og præfekturets næststørste by i både befolkning og areal. Det har været beboet siden forhistorisk tid.
Byens navn er sammensat af to kanji, 静 Shizu, som betyder "stadig" eller "rolig"; og 岡 oka, betyder "bakke (r)". I 1869 blev Shizuoka Domain først skabt ud af den ældre Sunpu Domæne og dette navn blev bevaret, da byen blev stiftet i 1885. I 2003 blev Shizuoka fusioneret med Shimizu city (nu Shimizu Ward), og kortvarigt blev den største by i areal i Japan. I 2005 blev det en af Japans "udpegede byer".